# Деланбануе, Конор
Конор Деланбануе (англ. Conor Delanbanque, род. 25 февраля 1992) — антигуанский шоссейный велогонщик.

## Карьера
Конор Деланбанк, в прошлом бывший боксёр, впервые принял участие в велогонках в 2017 году и одержал несколько побед на американских критериумах. В 2018 году он выиграл этап Грин Маунтин Стейдж Рейс в третьей категории.
В 2019 году он отличился, став национальным чемпион Антигуа и Барбуды в Сен-Джордж. В августе он выиграл многодневную гонку на Антигуа и Барбуде Сабвей 3-Стейдж Рейс. В Соединенных Штатах он добился новых успехов, особенно на New Haven Grand Prix, где он опередил нескольких американских гонщиков в первой категории. В октябре он был включён в состав сборной для участия в чемпионате Карибского бассейна.

## Достижения
2017
CRCA Fort Lee Criterium
2018
Grant's Tomb Criterium
Bear Mountain Classic
2-й этап на Грин Маунтин Стейдж Рейс
2019
 Чемпион Антигуа и Барбуды — групповая гонка
Сабвей 3-Стейдж Рейс
генеральная классификация
2-й и 3-й этапы
New Haven Grand Prix